# Mü-YAP
Mü-YAP, vollständig Bağlantılı Hak Sahibi Fonogram Yapımcıları Meslek Birliği („Berufsverband der Musikproduzenten“), ist eine türkische Non-Profit-Organisation. Sie fungiert als Verwertungsgesellschaft für verwandte Schutzrechte von Musikproduzenten und ist gleichzeitig die türkische Landesgruppe der International Federation of the Phonographic Industry (IFPI).

## Profil
Mü-YAP wurde im Jahr 2000 gegründet und vertritt mit über 200 Mitgliedern 80 Prozent der türkischen Musikindustrie. Neben der Verwaltung der verwandten Schutzrechte und dem Kampf gegen Produktpiraterie übernimmt die Organisation vor allem eine repräsentative Funktion sowohl auf nationaler als auch auf internationaler Ebene. Als Lobbyorganisation nimmt sie Einfluss auf die türkische Urheberrechtsgesetzgebung. Außerdem betreibt sie Marktforschung.
Die Organisation vergibt auch Auszeichnungen für Musikverkäufe im Rahmen der Turkish Music Industry Awards.

## Verleihungsgrenzen der Tonträgerauszeichnungen
Alben
| Auszeichnung | 1996 bis 1997 | 1998 bis 2006 | 2007 bis 2011                             | seit 2012                                 |
| ------------ | ------------- | ------------- | ----------------------------------------- | ----------------------------------------- |
| Gold         | 20.000        | 15.000        | 100.000 (national) 5.000 (international)  | 50.000 (national) 3.000 (international)   |
| Platin       | 40.000        | 30.000        | 200.000 (national) 10.000 (international) | 100.000 (national) 5.000 (international)  |
| 2× Platin    | 80.000        | 60.000        | 400.000 (national) 20.000 (international) | 200.000 (national) 10.000 (international) |
| …            |               |               |                                           |                                           |
| Diamant      | –             | –             | 300.000 (national) 20.000 (international) | 150.000 (national) 10.000 (international) |